# Szent arkangyalok fatemplom (Sülelmed)
A sülelmedi Szent arkangyalok fatemplom műemlékké nyilvánított épület Romániában, Máramaros megyében. A romániai műemlékek jegyzékében az  MM-II-m-A-04787 sorszámon szerepel.